# Краматорск (аэродром)
Аэродро́м Крамато́рск (укр. Аеродром Краматорськ) — аэродром совместного базирования на юго-восточной окраине города Краматорск. На аэродроме несёт службу 85-я авиационная комендатура.

## История

### Советский период

#### До Второй Мировой Войны
Первая известная дата посадки самолета в Краматорске – 25 мая 1930 года. В тот день близ Краматорска приземлялся самолёт К-5 с двигателем Хорнет, пилотируемый М. А. Снегиревым.
В 1934 году был создан Краматорский аэроклуб. Осенью 1935 года аэроклубом было приобретено 2 самолета У-2, началась подготовка парашютистов. К закрытию в 1941 году аэроклуб успел подготовить 2800 пилотов и авиатехников.

#### Во время Второй Мировой Войны
Аэродром около Краматорска активно использовали немцы, они его и построили. Среди прочего с аэродрома осуществлялись бомбардировки Сталинграда. Аэродром был занят немцами вероятно 16 мая 1942 года, так, 78-му легкому зенитному дивизиону был дан приказ организовать противовоздушную оборону на аэродроме. Аэродром имел взлётную полосу с естественным покрытием 1380 x 1110 метров. 6-7 сентября 1943 года советские войска отбили аэродром.

#### После Второй Мировой Войны
С 1953 года на авиабазе базируется 636-й истребительный авиационный полк на самолётах МиГ-15бис. В мае 1960 года полк перешёл на МиГ-17, а в 1970 году на Су-15Т.

### Современное время
В 1991 году, после провозглашения независимости Украины 636-й полк перешёл под юрисдикцию Украины, 21 августа 1995 года преобразован в отдельную истребительную эскадрилью, которая была расформирована 1 января 1997 года. Вместе с истребительной эскадрильей был расформирован 114 отдельного радиотехнического обеспечения. Вместо расформированных частей была сформирована 85 авиационная комендатура и 34 узел связи и радиотехнического обеспечения, которые в дальнейшем были объединены в одну воинскую часть — 85 авиационную комендатуру.
После расформирования части аэродром использовался в качестве запасного и для нужд гражданской авиации. Последними военными бортами на аэродроме до начала Российско-украинской войны была пара Су-27 из 831-й бригады тактической авиации, осуществлявших дежурство во время проведения Евро-2012.

#### Война на Донбассе
Уже в марте 2014 года, когда стало понятно, что существует высокий риск начала боевых действий на Донбассе, охрана аэродрома была усилена военнослужащими 3-го полка спецназа. Регулярно стали прилетать транспортные Ан-26. Вскоре на аэродроме появились и вертолётчики 16-й бригады армейской авиации на Ми-8 и Ми-24.
12 апреля 2014 года формирования НМ ДНР во главе Игоря Стрелкова захватили города Славянск и Краматорск, на следующий день был установлен блокпост у Краматорского аэродрома. 15—16 апреля аэродром был занят украинскими войсками, организовавшими там оборону. Оборона Краматорского аэродрома продолжалась 47 дней до освобождения Славянска 5 июля.
25 апреля 2014 года диверсионная группа НМ ДНР уничтожила украинский Ми-8 находившийся в то время на аэродроме. После освобождения Краматорска и Славянска, на территории аэродром стал базироваться штаб АТО.
Во время финальной стадии боев за Иловайск на Краматорский аэродром была переброшена пара Су-25 во главе с капитаном Владиславом Волошиным, для более оперативного реагирования на изменение обстановки при выходе украинских подразделений из окружения.
10 февраля 2015 года Краматорск был обстрелян Вооруженными силами Российской Федерации из БМ-30 «Смерч». Под обстрел попал и Краматорский аэродром. Погибли 7 военнослужащих Вооруженных сил Украины. Ранения получили 15 военнослужащих. Кроме этого, обломками были повреждены 2 вертолёта Ми-24П с 11-й ОБрАА, которые находились в то время на аэродроме.
21 ноября 2015 года специалистами инженерно-аэродромной службы сообщили о завершении возобновления военного аэродрома в Краматорске. Была приведена в порядок искусственная и грунтовая СПС, рулёжные дорожки, места стоянки самолетов и другие объекты — штаб и командно-диспетчерский пункт, ТЭЧ, медицинская часть, восстановлены средства радиотехнического обеспечения, система водоснабжения и так далее. Часть этих работ выполнили военнослужащие авиационной комендатуры аэродрома, специалисты отдельного инженерно-аэродромного батальона из Николаева и других частей.
25 марта 2019 года было объявлено о планах возобновить аэропорт в Краматорске, но уже 23 мая Министерство обороны Украины заявило, что открывать аэропорт не целесообразно до стабилизации ситуации в стране и возобновления контроля над временно оккупированными территориями Донецкой и Луганской областей.
На Краматорском аэродроме базировались вертолеты ГСЧС, привлечённые к тушению пожаров в Луганской области осенью 2020 года.